# Sediqa Balkhi
Sediqa Balkhi (en persa: صدیقه بلخی‎; Mazar-i-Sharif, 1950) es una política afgana, quien sirvió como ministra de Mártires y Discapacitados durante el gobierno de Hamid Karzai.

## Primeros años
Balkhi nació en 1950 en Mazar-i-Sharif, Provincia de Balj, Afganistán. Su padre, Ismael Balkhi, fue encarcelado varias veces en Afganistán y finalmente envenenado. Completó su licenciatura en Estudios Islámicos y siguió estudiando mientras permanecía en Irán. Ella enseñó por un tiempo y trabajó como gerente. Se casó a edad temprana y tuvo seis hijos. Su hermano, Seyyed Ali Balkhi, fue un economista asesinado durante el gobierno del Partido Democrático Popular de Afganistán.

## Carrera
Balkhi dirigió el Centro Islámico de Actividades Políticas y Culturales de las mujeres afganas durante el gobierno Talibán, con sede en la provincia de Jorasán, Irán. Se mudó a Afganistán en 1991, donde continuó su trabajo en secreto. En diciembre de 2001, fue una de las tres mujeres que participaron en el Acuerdo de Bonn. Fue elegida dos veces para el Meshrano Jirga (el senado de Afganistán). Se desempeñó como Presidenta del Comité de Asuntos de la Mujer en el Senado afgano. Sirvió al Ministro de Mártires y Discapacitados en el gobierno de Hamid Karzai de 2004 a 2009.. En 2005, Balkhi y el jefe del ejército afgano Bismillah Khan Mohammadi sobrevivieron a un accidente de helicóptero. Se cree que el accidente fue realmente un accidente y no un atentado.